# Trollberget (naturreservat, Piteå kommun)
Trollberget är ett naturreservat i Piteå kommun i Norrbottens län.
Området är naturskyddat sedan 2009 och är 0,6 kvadratkilometer stort. Reservatet omfattar nordöstra sluttningen av Trollberget ner mot Trolltjärnbäcken. Reservatet består av hällmarkstallskog på toppen och tall och gran med inslag av lövträd i sluttningen.